# スルファフラゾール
スルファフラゾール（INN、別名スルフイソキサゾール、英：Sulfafurazole）は、ジメチルイソキサゾール置換基を持つスルホンアミド系抗菌薬である。
グラム陰性菌およびグラム陽性菌に幅広く作用する。 エリスロマイシン（エリスロマイシン／スルファフラゾールの項を参照）やフェナゾピリジンと併用することもある。局所的には4％溶液または軟膏で使用される。